# Susumu Koyama
 (janvier 2021).
Si vous disposez d'ouvrages ou d'articles de référence ou si vous connaissez des sites web de qualité traitant du thème abordé ici, merci de compléter l'article en donnant les références utiles à sa vérifiabilité et en les liant à la section « Notes et références ».
Susumu Koyama est un chef pâtissier et artisan chocolatier japonais. Il est le fondateur de Pâtissier es koyama. Participation régulière au Salon du chocolat Paris en tant qu’exposant depuis 2011. Meilleur classement (5 tablettes, tablette d’or), depuis sa première participation, dans le Guide des Croqueurs de Chocolat édité par le Club des Croqueurs de Chocolat. Entre 2013 et 2017, participation au « International Chocolat Awards », le chocolat d’es koyama s’est vu décerner de nombreux prix. Plusieurs d’ouvrages comme des livres de recettes de pâtisserie et des livres d’affaires.

## Biographie
Né à Gojo (Kyoto), au Japon, en 1964, d’un père pâtissier, Susumu Koyama passait les vacances d’été et d’hiver chez ses grands-parents maternelles à Takachokami dans la préfecture de Hyōgo. Il pratiquait la collection d’insectes et la pêche. Il a profité des merveilles de la nature en pleine campagne. De ce fait, sur la terrasse et dans le jardin d’es koyama, nous pouvons y retrouver beaucoup d’artefacts d’insectes ainsi que des statuts de fées en cuivre.
Susumu Koyama est diplômé de l’école culinaire de Tsuji, à Osaka. Puis, il entre à la « confiserie suisse Heidi » à Kobe, en 1983. Il commence à travailler en tant que serveur dans le café de la maison. Ensuite, il progressera de poste en poste, manager d'une nouvelle boutique, chargé de marketing, chef pâtissier de la maison mère et enfin, directeur de développement produits. L’expérience ainsi acquise lui permet, aujourd’hui, d’exploiter pleinement le management de sa propre entreprise. Également, il a participé à de nombreux concours au Japon durant ces années-là et recevra diverses récompenses. Le « Koyama Roll », un gâteau roulé qui est le produit phare de chez es koyama, a vu le jour à cette occasion.
Il quitte la « confiserie suisse Heidi » fin 1999 et travaille comme consultant « gâteaux » partout au Japon.

## Pâtissier es koyama
En novembre 2003, il ouvre son entreprise « Pâtissier es koyama » à Sanda dans une zone vallonnée, résidentielle et verdoyante de la région de Kansai. Dont l’ambiance du lieu ressemble un peu à celle qui régnait chez ses grands-parents, où il a souvent passé son enfance. Au départ, il n’y avait qu’une pâtisserie, un petit atelier et une équipe de huit personnes. Au fur et à mesure, les ventes ont augmenté. Aujourd’hui, il y a hiot boutiques distinctes sur un site de 5 000 m2.
En 2009, dans l’émission de télévision consacrée à la musique classique « Daimei no nai ongakukai » (un concert sans titre), sur la chaîne de TV Asahi, en collaboration avec le chef d’orchestre mondialement connu, Yutaka Sado, Susumu Koyama, a créé un gâteau unique inspiré directement de ce concert.  
En 2011, lors de sa première participation au Salon du Chocolat, Susumu Koyama s’est vu décerner le prix du « Meilleur chocolatier étranger », ainsi que la mention « 5 tablettes », la meilleure notation à cette époque dans le Guide des Croqueurs de Chocolat édité par le Club des Croqueurs de Chocolat. Depuis sa première participation, son chocolat s’est vu attribuer les notations de « 5 tablettes » et de « tablette d’or » pendant 8 années consécutives. 
La caractéristique de son chocolat est d’être un mariage subtil et original entre divers ingrédients japonais. Egalement, Susumu Koyama a largement appelé à une collaboration entre pâtissiers et créateurs. C’est ainsi que « Hajimeru project », projet de soutien à la reconstruction à la suite du Séisme de 2011 de la côte Pacifique du Tohoku, a vu le jour.
En 2013, ouverture de la nouvelle chocolaterie « Rozilla », dont l’aspect et l’ambiance rappelle celle d’une grotte. Le nom, inventé par Susumu Koyama, est une contraction de « rojiura (une ruelle de derrière) » et de « Godzilla (Kaiju : un monstre géant dans les films japonais) ».
Lors de la visite officielle de François Hollande au Japon, les chocolats d’es koyama ont été servis à la fin du repas lors du déjeuner officiel pour l’accueil du Président de la République française à la résidence officielle du Premier ministre japonais.
Entre 2013 et 2017, participations aux « International Chocolate Awards». Son chocolat s’est vu attribuer six médailles d’or (record mondial de l’année), seize médailles d’argent et deux médailles de bronze, en 2016, Plus, quatre médailles d’or (record mondial de l’année), onze médailles d’argent et neuf médailles de bronze en 2017.
En 2019, Susumu Koyama a été sélectionné pour faire partie des « Meilleurs des Meilleurs » dans le guide des Croqueurs de Chocolat de l’édition « Collector » publié lors de la célébration des vingt-cinq ans du Salon du Chocolat.